# G・カズオ・ペニャ
G・カズオ・ペニャ（1985年7月17日 - ）は、米国出身の日本で活動している翻訳家、通訳、テレビコメンテイター、インタビュアー、イベント・オーガナイザー、ウェブ・マガジン・ディレクター。ランデヴ所属。

## 人物
アメリカ合衆国カリフォルニア州シリコンバレー近郊出身。身長187cm。
家族は、両親と3歳下の妹（いずれもカリフォルニア在住）。
父親は、エルサルバドル出身のアメリカ人。元インテルのエンジニア。
母親は、愛知県三河出身の日本人。日本料理店のマネージャーをしていた。

### 趣味
テニス、スケートボード、DJ / DTM（プログレッシブ・ハウス）、ジャズベース、料理。

### 好物
芋焼酎、ささみカツ、お好み焼き、つけめん、餃子   

## 経歴
カリフォルニア大学ロサンゼルス校（UCLA）東アジア言語・文化学部　アジア人文科学学科 卒業。
上智大学比較文化学部に1年間留学（※2006年より「国際教養学部」に名称変更）。
UCLA卒業後、2006年来日。
翻訳、通訳。
ニューヨークタイムズ紙が富裕層をターゲットとして発行している「Tマガジン」の日本語版「T JAPAN」のオンライン版の記事の翻訳（英語から日本語）を行う。
コダック ジャパン社の研修・会議の通訳。
GINZA SIXの発行する「GINZA SIX MAGAZINE」の翻訳（日本語から英語）などを手がける。
NHK WORLDの番組の台本・テロップの英訳、MAの立会いを行う。
2018年3月よりNHK Eテレ「世界へ発信!SNS英語術」のコメンテーターとしてレギュラー出演。
2018年10月バイリンガル・ウェブ・マガジン DIG TOKYOのディレクターに就任。

## テレビ出演

### レギュラー番組
- 世界へ発信!SNS英語術（NHK Eテレ 2018年4月〜）[2]

### インタビュー
- トム・ホランド（NHK Eテレ「世界へ発信！SNS英語術」 2018年5月）[3]
- ロン・ハワード監督（NHK Eテレ「世界へ発信！SNS英語術」 2018年6月）[4]
- オールデン・エアエンライク（NHK Eテレ「世界へ発信！SNS英語術」 2018年6月）[5]
- クリス・プラット、ブライス・ダラス・ハワード（NHK Eテレ「世界へ発信！SNS英語術」 2018年6月）[6]
- J・A・バヨナ監督（NHK Eテレ「世界へ発信！SNS英語術」 2018年6月）[7]
- ブラッド・バード監督（NHK Eテレ「世界へ発信！SNS英語術」 2018年7月）[8]
- クリストファー・マッカリー監督（NHK Eテレ「世界へ発信！SNS英語術」 2018年8月）[9]
- ヘンリー・カヴィル（NHK Eテレ「世界へ発信！SNS英語術」 2018年8月）[10]
- ポール・ラッド、エヴァンジェリン・リリー（NHK Eテレ「世界へ発信！SNS英語術」 2018年8月）[11]
- ペイトン・リード監督（NHK Eテレ「世界へ発信！SNS英語術」 2018年8月）[12]
- ユアン・マクレガー（NHK Eテレ「世界へ発信！SNS英語術」 2018年9月）[13][14]
- ピエール・ボハナ（NHK Eテレ「世界へ発信！SNS英語術」 2018年10月）[15]
- ラミ・マレック、グウィリム・リー、ジョー・マッゼロ（NHK Eテレ「世界へ発信！SNS英語術」 2018年11月）[16]
- キャサリン・ウォーターストン（NHK Eテレ「世界へ発信！SNS英語術」 2018年11月）[17]
- ジュード・ロウ、エディ・レッドメイン（NHK Eテレ「世界へ発信！SNS英語術」 2018年12月）[18]
- リッチ・ムーア、フィル・ジョンストン（NHK Eテレ「世界へ発信！SNS英語術」 2018年12月）[19]
- ジョナス・ブルー（NHK Eテレ「世界へ発信！SNS英語術」 2018年12月）[20]
- クリス・コロンバス（NHK Eテレ「世界へ発信！SNS英語術」 2018年12月）[21]
- ヒュー・ジャックマン（NHK Eテレ「世界へ発信！SNS英語術」 2019年1月）[22]
- エミリー・ブラント（NHK Eテレ「世界へ発信！SNS英語術」 2019年1月）[23]
- バリー･ジェンキンス（NHK Eテレ「世界へ発信！SNS英語術」 2019年1月）[24]
- ロバート･ロドリゲス、ローサ・サラザール（NHK Eテレ「世界へ発信！SNS英語術」 2019年3月）[25]
- ピーター・ファレリー（NHK Eテレ「世界へ発信！SNS英語術」 2019年3月）[26]
- ロブ･ライナー（NHK Eテレ「世界へ発信！SNS英語術」 2019年3月）[27]
- コリン･ファレル（NHK Eテレ「世界へ発信！SNS英語術」 2019年4月）[28][29]
- ガス・ヴァン・サント（NHK Eテレ「世界へ発信！SNS英語術」 2019年4月）[30]
- ノーマン・リーダス（NHK Eテレ「世界へ発信！SNS英語術」 2019年5月）[31][32]
- バート・レイトン（NHK Eテレ「世界へ発信！SNS英語術」 2019年5月）[33]
- アラン・メンケン（NHK Eテレ「世界へ発信！SNS英語術」 2019年5月）[33]
- ジョシュ・クーリー（NHK Eテレ「世界へ発信！SNS英語術」 2019年7月）[34]
- マーク・ニールセン（NHK Eテレ「世界へ発信！SNS英語術」 2019年7月）[35]
- ウィリアム・カムクワンバ（NHK Eテレ「世界へ発信！SNS英語術」 2019年8月）[36]
- ジョン・ファヴロー（NHK Eテレ「世界へ発信！SNS英語術」 2019年8月）[37]
- クエンティン・タランティーノ（NHK Eテレ「世界へ発信！SNS英語術」 2019年8月）[38]
- デイヴィッド・ベニオフ、D・B・ワイス（NHK Eテレ「世界へ発信！SNS英語術」 2019年9月）[39]
- キアヌ・リーブス（NHK Eテレ「世界へ発信！SNS英語術」 2019年10月）[40]
- マッツ・ミケルセン（NHK Eテレ「世界へ発信！SNS英語術」 2019年11月）[41]
- ジュリアン・シュナーベル、ウィレム・デフォー（NHK Eテレ「世界へ発信！SNS英語術」 2019年11月）[42]
- ジェニファー・リー、クリス・バック、ピーター・デル・ヴェッコ（NHK Eテレ「世界へ発信！SNS英語術」 2019年11月）[43]
- ロバート・ロペス、クリステン・アンダーソン＝ロペス（NHK Eテレ「世界へ発信！SNS英語術」 2019年12月）[44]
- ディーン・デュボア（NHK Eテレ「世界へ発信！SNS英語術」 2019年12月）[45]

## 翻訳

### 英語から日本語

#### T JAPAN
- 不朽の工芸品「カゴ」はなぜ人々を魅了し続けるのか？[46]
- フェミニズムのパイオニア　挑発的な性的表現に挑んだ女性アーティストたち[47]
- ハリウッドNo.1のナイスガイ　トム・ハンクスが語るエンタメ、政治、歴史[48]
- メイン州沿岸部の、ある家族の家。それは“ゼロ”から建てられた[49]
- ジャイプール、ジェム・パレスの新しい光[50]
- 稀代の蒐集家ジャック・グランジ　その華麗なるコレクション人生[51]
- 一緒に座って、食べて、会話が生まれる場所[52]
- マラケッシュ郊外に誕生した美しい農村風リトリート[53]
- セリーヌ・ディオン、その惜しみない愛[54]
- アメリカで沸騰するコンサートグッズブーム。その火付け役が語ったこと[55]
- サミュエル・L・ジャクソン流の生き方[56]
- おもちゃの粘土で再解釈された10枚の歴史的写真[57]
- ヴァレンティノとソフィア・コッポラの映画のようなランチパーティ[58]
- トム・ブラウン　パリ・コレクション直前の48時間に密着[59]
- ドナテラ・ヴェルサーチの48時間に密着[60]
- オドレイ・トトゥのとても個人的なセルフ・ポートレイト[61]

### 日本語から英語

#### GINZA SIX magazine (英語テキスト作成)
- Autumn 2018 Issue[62]
- Art Issue 2018[63]
- Fashion Issue Spring 2018[64]
- Fashion Issue Fall 2017[65]

### 英語と日本語

#### ウェブ・マガジン DIG TOKYO (2018年11月現在)[1]
- Eテレ『世界へ発信！SNS英語術』8月9日放送分　#NeymarChallengeと当日の衣裳について[66]
- Eテレ『世界へ発信！SNS英語術』8月2日放送分　#SummerBreakと当日の衣裳について[67]
- Eテレ『世界へ発信！SNS英語術』7月26日放送分　#ThrowbackThursdayと当日の衣裳について[68]
- 映画『インクレディブル・ファミリー』のブラッド・バード監督のインタヴューについて[69]
- Eテレ『世界へ発信！SNS英語術』7月19日放送分　#WorldCupと当日の衣裳について[70]
- 映画『ミッション:インポッシブル/フォールアウト』の監督クリストファー・マッカリーと出演俳優ヘンリー・カヴィルのインタヴューについて[71]
- Eテレ『世界へ発信！SNS英語術』7月12日放送分 #IndependenceDayと当日の衣裳について[72]
- Eテレ『世界へ発信！SNS英語術』7月5日放送分 #Prideと当日の衣裳について[73]
- Eテレ『世界へ発信！SNS英語術』6月28日放送分 #NationalSelfieDayと当日の衣裳について[74]
- 映画『ジュラシック・ワールド／炎の王国』の監督J・A・バヨナと出演俳優クリス・プラットとブライス・ダラス・ハワードのインタヴューについて[75]
- Eテレ『世界へ発信！SNS英語術』6月21日放送分#FathersDayと当日の衣裳について[76]
- 映画『ハン・ソロ／スター・ウォーズ・ストーリー』の監督ロン・ハワードと出演俳優オールデン・エアエンライクのインタヴューについて[77]
- Eテレ『世界へ発信！SNS英語術』6月7日放送分　#PowerOfSocialMediaと当日の衣裳について[78]
- Eテレ『世界へ発信！SNS英語術』5月31日放送分　#RoyalWeddingと当日の衣裳について[79]
- Eテレ『世界へ発信！SNS英語術』5月24日放送分　#Graduationと当日の衣裳について[80]
- Eテレ『世界へ発信！SNS英語術』5月17日放送分　#ImplicitBiasと当日の衣裳について[81]
- 東京のナイト・クラブについての一考察[82]
- 海外で評価されている日本人の映画監督 ②カンヌ国際映画祭においてパルム・ドールを受賞した是枝裕和監督[83]
- セレクトショップの魅力　②渋谷・原宿エリアの人気のセレクトショップ[84]
- Eテレ『世界へ発信！SNS英語術』5月10日放送分における衣裳について[85]
- Eテレ『世界へ発信！SNS英語術』4月26日放送分における衣裳について[86]
- Eテレ『世界へ発信！SNS英語術』4月19日放送分における衣裳について[87]
- 映画『アベンジャーズ／インフィニティ・ウォー』出演俳優「トム・ホランド」インタビュー時の衣裳について[88]
- 渋谷のナイトクラブ[89]
- セレクトショップの魅力　①3大セレクトショップ[90]
- 渋谷のミニシアター [91]
- アメリカ文学入門[92]
- 青山周辺の家具・インテリア・雑貨店[93]
- テニスについての薀蓄　　①テニスを始めるにあたって[94]
- Eテレ「世界へ発信！SNS英語術」4月12日放送分における衣裳について[95]
- 下北沢の演劇について[96]
- 僕の行きつけの書店[97]
- 東京のジャズ・ライフ その2[98]
- 東京のジャズ・ライフ その1[99]
- 代々木公園・奥渋エリアのコーヒーショップ／カフェ[100]
- 六本木、青山、恵比寿、渋谷、原宿、新宿のアート施設[101]
- Eテレ「世界へ発信！SNS英語術」4月5日放送分における衣裳について[102]
- アメ・トラって何？[103]
- カリフォルニアとサーフィンが舞台となった映画[104]
- KAZOOのチェックしている雑誌について[105]
- カリフォルニア生まれの音楽　①イーグルスと仲間たち[106]
- DTMの制作環境[107]
- 代々木公園周辺のスポーツ施設とKAZOOの夢[108]
- Eテレ「世界へ発信！SNS英語術」3月29日放送分における衣裳について[109]
- KAZOOを創った映画[110]
- KAZOOのお気に入りのショップ[111]
- 日本文学との出会いと東京の書店[112]
- KAZOOの好きな音楽[113]
- プライベートのためのオーディオ[114]
- KAZOOが東京で暮らしている理由[115]
- テニスのコート以外での魅力について[116]
- お気に入りのカジュアル・ウェアについて[117]